# Switchball
Switchball (originalmente CrazyBall) es un juego en 3D de estilo acción-puzle, desarrollado por el desarrollador sueco Atomic Elbow. Se ha puso a la venta para Microsoft Windows el 26 de junio de 2007, y en Xbox Live Arcade para Xbox 360 el 7 de noviembre de 2007.

## Estilo de juego
El juego le otorga al jugador el control de una esfera de mármol, la cual es guiada a través de un estrecho y sinuoso camino suspendido en el aire a través de cinco niveles, Skyworld, Iceworld, Caveworld, Cloudworld y Lavaworld. 
El juego usa AGEIA como motor de físicas. La esfera puede ser transformada en diferentes bolas con características físicas únicas, como pueden ser una Bola de Mármol, una Bola de Energía (que puede ser cargada con diferentes propiedades tales como magnetismo, salto, y acelerador), una Bola de Acero (que puede empujar objetos pesados), y una Pelota Hinchable. Cada nivel contiene diferentes objetos y trampas, como cajas de madera, trozos de tela, ventiladores, imanes, y cañones. El juego utiliza puzles basados en la física. Las diferentes esferas tienen su uso específico en cada momento, por ejemplo, las Bolas de Acero romperán la tela.
Cada nivel esta cronometrado, y los jugadores se ven recompensados con medallas de Oro, Plata, y Bronce, dependiendo de la rapidez con que completen cada nivel.

## Historia
Originalmente llamado CrazyBall, este juego consiguió el premio "Best PC Game" en el año 2005 en los Swedish Game Awards y fue finalista para "Technical Excellence Class" en el año 2006 en el Independent Games Festival.

## Recepción
| Publication                                                          | Score  |
| -------------------------------------------------------------------- | ------ |
| CVG (PC)                                                             | 7.9/10 |
| GameSpot (X360)                                                      | 7.5/10 |
| GamesRadar (PC)                                                      | 8/10   |
| IGN (X360)                                                           | 8.4/10 |
| Out of Eight Archivado el 9 de mayo de 2008 en Wayback Machine. (PC) | 7/8    |
| Team Xbox (X360)                                                     | 9.4/10 |

GamesRadar premio a la versión para PC de Switchball con 8 sobre 10, alabando el motor físico AGEIA, y comentando "...el rodamiento, los rebotes, y los golpes contra los objetos, están exquisitamente logrados. Y las físicas son lo mejor que le ha sucedido a los juegos desde los barriles explosivos, porque es una manera de mantenerte atento." Out of Eight le dio una puntuación de 7 sobre 8, alabando "El juego tiene algunos puzzles creativos, que requieren soluciones ingeniosas, sin llegar a ser frustrante"." Team Xbox premio la versión para Xbox 360 con un 9.4 sobre 10, afirmando que Switchball es seguramente uno de los mejores juegos en XBLA." En IGN se mostraron encantados con el motor físico AGEIA, y comentaron que, "El verdadero punto fuerte de Switchball independientemente de ser jugado online u offline, es el sistema de físicas."
CVG criticó la dificultad de los últimos niveles del juego en su artículo sobre la versión para PC, diciendo, "No te deja sin cerebro, pero en los últimos niveles, intentan desafortunadamente aumentar la presión. Esto les salió mal. Switchball es un juego de puzzle reflexivo, pero ni la cámara ni los controles están bien implementados para las tareas que se requieren."

## Xbox Live Arcade re-release
El 26 de marzo de 2008, Switchball fue reeditado y relanzado a través de Xbox Live Arcade con un parche que mejoraba considerablemente la calidad gráfica, y modificaba la tabla de puntuaciones.